# إيروفيل (كيبك)
إيروفيل (بالإنجليزية: Hérouxville, Quebec)‏ هي بلدية محلية في كيبيك تقع في كندا في Mékinac Regional County Municipality.[بحاجة لمصدر]  يقدر عدد سكانها بـ 1,340 نسمة ومساحتها 52.80 كم2 .